# إمي نتيسليت (آيت عيسى أوبراهيم)
إمي نتيسليت هو دُوَّار يقع بجماعة إكنيون، إقليم تنغير، جهة درعة تافيلالت في المملكة المغربية. ينتمي الدوّار لمشيخة آيت عيسى أوبراهيم التي تضم 9 دواوير. يقدر عدد سكانه بـ 20 نسمة حسب الإحصاء الرسمي للسكان والسكنى لسنة 2004.

## روابط خارجية
- البوابة الوطنية للجماعات الترابية
- المندوبية السامية للتخطيط